# 芦沢誠のGO!GO!サタデー
芦沢誠のGO!GO!サタデー（あしざわ・まことのゴーゴーサタデー）は、ABCラジオ（朝日放送）で2010年4月10日から 2012年12月29日まで、毎週土曜日の午後に放送されていた生ワイド番組。「アッシー」の愛称を持つ朝日放送アナウンサーの芦沢が1人で進行していたが、放送時間は放送時期によって異なる。

## 概要
1991年10月放送開始の『ABCミュージックパラダイス』（以下『ミューパラ』と略称）から、ABCラジオの生ワイド番組でレギュラーパーソナリティを務めていた芦沢の冠番組。当該週のニュースや阪神タイガースの話題などを芦沢が1人で語るとともに、邦楽・洋楽を問わず『ミューパラ』時代を中心としたリスナーからのリクエスト曲を放送したり、ゲストを迎えてのインタビューを実施したりしていた。
当番組のタイトルであるGO!GO!サタデーには、放送時間が土曜日の“午後”であることや、開始当初の放送時間が約“5.5時間”（12:30 - 17:55）であったことにちなんでいる。放送上は、芦沢のトークやコーナー名などで、ゴゴサタ（ごごさた）という略称も多用された。もっとも、ABCラジオの編成上の事情から、当番組の放送時間は3度にわたって変更（後述）。番組終了までの3ヶ月間は、4時間（13:55 - 17:55）にまで短縮されていた。
さらに、プロ野球シーズン（主に4　-　6月および9・10月）の放送日に阪神タイガースのデーゲームが組まれている場合には、ABCラジオの中継枠『ABCフレッシュアップベースボール』を1コーナーとして内包。その関係で、オープニングから試合開始までの時間帯（第1部）は、事実上中継の前座コーナーとして扱われていた。なお、中継が17:55までに終了した場合には、中継の直後から「第2部」として17:55まで芦沢1人で放送。全国高校野球選手権大会中継期間中には原則として放送を休止していたが、当日放送予定の試合が中止になったり、試合が予定より早く終了したりした場合には「第2部」と同じ扱いで放送していた。
その一方で、『ABCフレッシュアップベースボール』を内包しない「フルバージョン（基本放送枠）」の場合には、芦沢がスイーツなどを食べるコーナー「3時のおやつ」を15時過ぎに放送。ビールを飲むこともあったため、番組で紹介されるリスナーからのメッセージには、芦沢の食べっぷりや飲みっぷりに対する感想がよく添えられていた。番組開始直後の2010年5月には、芦沢が放送中に飲むことを目的に、神戸の地ビール製造施設で番組オリジナルのビールを作っている。
当番組の放送期間中には、芦沢がリスナーに同行するツアーを数回実施。毎年12月には、大掃除向けのリスナープレゼントとして、希望するリスナーから抽選で高圧洗浄機を進呈していた。
しかしABCラジオでは、土・日曜日に放送される自社制作番組を主な対象に、2013年1月にナイターオフ期間では異例の改編を実施。2012年12月29日には、当番組の放送を終了するとともに、『ミューパラ』の放送開始から21年3ヶ月間にわたった芦沢のラジオパーソナリティ生活にもいったん終止符が打たれた（2019年1月2日から『朝も早よから　芦沢誠です』のパーソナリティとしてレギュラー出演を再開）。2013年1月5日からは、当番組の放送枠とワンマンDJのスタイルを引き継ぐ格好で、『南山千恵美のMusic Smile』（松竹芸能所属のタレント・南山千恵美による冠番組）を放送する。奇しくも南山は、2001年6月に芦沢のパートナーとして、『ミューパラ』火曜日で番組デビューを果たしていた。

## 放送時間
- 2010年4月10日 - 2010年12月25日 毎週土曜日12:30 - 17:55
- 2011年1月8日 - 2011年4月2日 毎週土曜日13:00 - 17:55（12:30 - 13:00で『大橋利恵のミュージック・カプチーノ』の放送を開始）
- 2011年4月9日 - 2012年9月30日 毎週土曜日13:30 - 17:30（12:30 - 13:30で『柴田博のほたるまち旅行社』の放送を開始）
- 2012年10月6日 - 2012年12月29日 毎週土曜日13:55 - 17:30（『柴田博のほたるまち旅行社』の放送枠を13:30 - 13:55に変更）

## 主なコーナー
「フルバージョン」で放送した場合を基に記載。『ABCフレッシュアップベースボール』を内包した場合には、中継の延長によって一部のコーナーを休止した。
- ゴゴサタ!今週のピックアップ
  - 街の話題や新商品など、芦沢が興味を示した情報を週替わりで扱うコーナー。芦沢と親交の深い岩崎宏美などをゲストを招いたり、芦沢による取材報告に充てたりすることもあった。
- 週刊!アナザーあんぐる
  - 放送週の主なニュースから1つのトピックを、芦沢ならではの視点で語った。
- クイズ!あ〜やこ〜や ミュージック!!
  - 「1つの楽曲の放送→芦沢のトーク→三者択一形式によるリスナー向けのクイズ」という流れで進められたコーナー。最初に流した楽曲にまつわる薀蓄や、タイトルからこじつけた雑学などを芦沢が「あ～やこ～や」（自由闊達）と話した後に、そのテーマからこじつけたクイズを出題していた。なお、クイズに正解したリスナーには、抽選で番組からプレゼントを進呈していた。
- ゴゴサタ・迷い語辞典
  - 世間では死語に当たる言葉を、「迷い語」として蘇らせることを想定したコーナー。毎回1つの「迷い語」をテーマに、芦沢が1人で夫婦コントを演じてから、意味や背景を解説していた。
- ゴゴサタ！ラジオショッピング
- ゴゴサタ・プレイリスト
- I LOVE 数字イー!
  - 芦沢が毎回、1つの数字にまつわるトークを展開。トークの前後には、コーナータイトルにちなんで、「スージー」と称する女性の声が流れていた。
- ABC朝日ニュース
  - 14時過ぎ・16時過ぎ・17時過ぎに放送。芦沢以外のアナウンサーが、シフト勤務の一環で担当した。『ABCフレッシュアップベースボール』でデーゲーム中継を実施する場合には、上記の定時放送が難しいため、5回裏終了後のグラウンド整備中に挿入していた。
- ABC天気予報
  - 14時台・17時台の『ABC朝日ニュース』直後に放送。14時台は芦沢、17時台はニュース担当のアナウンサーが天気予報を伝えた。
- ABC交通情報
  - 14時台・16時台・17時台に放送。
- 3時のおやツー!
  - 芦沢の『ミューパラ』時代の流れを汲むコーナーで、15時過ぎに放送。芦沢は、タイトルコールの「おやツー」のところで毎回上ずった声を出したり、放送中にもかかわらず「おやつ」（スイーツやおつまみなど）を平気で食べたりしていた。

### 内包番組

#### 『ABCフレッシュアップベースボール』（プロ野球デーゲーム中継）
当コーナーを内包する場合には、オープニングから中継開始までの時間帯を、中継の前座コーナーとして扱っていた。ちなみに芦沢は、当番組の開始までパーソナリティを務めていた『元気イチバン!!芦沢誠です』（平日夕方の生ワイド番組）でも、プロ野球シーズン中にナイトゲーム中継の前座番組『元気イチバン!!ぶっちぎりプレイボール』に出演。当番組でも、その頃の慣習に沿って、「さぁ、それではいよいよ○○（中継先の球場名）に御案内です」という挨拶の直後から中継の本編に入っていた。
当コーナーで中継する阪神のデーゲームは、おおむね14:00か15:00に開始している。当番組では、開始予定時間の30分前から10～15分程度、中継先から実況・阪神側ベンチリポート担当のアナウンサーや解説者が出演。直前の試合における阪神の戦い振りを振り返ったり、中継試合への展望を語ったり、直前情報や他球場の試合経過・先発投手を伝えたりしていた。なお、KBCラジオで日曜日に放送される生ワイド番組『サンデーおすぎ』でも、プロ野球シーズン中の放送では、当番組と同様のパターンでデーゲーム中継（『KBCダイナミックホークス実況中継』）を内包している他、過去にKBCラジオで歴代の日曜のワイド番組のほか、土曜日（2010年まで、及び2016年）のワイド番組、STVラジオでも「サンデーミュージックファイター」（2007-2009年のみ）でも同じ例をしたことがあった。2015年には東海ラジオ放送でも『年リク!!』で、中日戦が15時以後開始の場合、フロート番組とするようになった。
なお上記のとおりにより「フレッシュアップベースボール」は当番組内のワンコーナーとしての位置づけであるが、番組表では「ゴゴサタ」と「フレッシュアップベースボール」は別番組の扱いとして分けて掲載していた。またABCラジオの公式サイト内の番組表では「試合が中止の場合、スタジオから芦沢誠がお送りします」との表記があり「ゴゴサタ」の番組名は記載されていなかった（新聞に関しては「（中止）芦沢誠」との表記があった）。
この体裁は、「Mスマ」が2013年4月6日放送分から開始時間を13:30に繰り上げたため、引き続き「Mスマ」でも踏襲されることになった。
中止・早終了時の対応
芦沢は原則として、中継の時間帯には放送へ出演せず、試合終了までスタジオに待機していた。そのため、中継対象の試合が中止・長時間の中断に至ったり、17時までに終了したりした場合には17時まで『ABCフレッシュアップベースボール』の土曜日スタジオ担当キャスター（2010年度：川島陽子、2011年度：岩井万実、2012年度：中倉真理子）と一緒に登場していた。
2010年には、試合が17時までに終了したことはあったが、雨天中止に至った試合がなかった。
2011年には、東日本大震災の影響で、プロ野球が当初の予定から遅れて4月12日（火曜日）から開幕した。そのため、本来は阪神のデーゲームを中継する予定だった4月9日の当コーナーでは、特別企画として『有田修三・芦沢誠の開幕まで任せんかい!!』を放送。当時朝日放送の解説者だった有田が、芦沢とともに全編へ出演した。
4月23日には、中継予定の阪神対横浜戦（甲子園球場）が中止になったため、特別企画として『アッシーの部屋』を放送。解説を務める予定だった福本豊が全編へ出演するとともに、同球場で観戦予定だった阪神ファンの渡辺謙が急遽14時台に登場した。
セ・パ交流戦などでデーゲームの試合開始時間が13時に設定されていた場合には、試合終了直後から「第2部」を放送したため、「第2部」の放送時間が1時間を超えることがあった。
2011年5月21日のソフトバンク対阪神戦（福岡Yahoo! JAPANドームで開催のセ・パ交流戦）では、試合開始から13：55までノンスポンサーの『ABCフレッシュアップベースボールスペシャル』として放送。当番組も、17時からの55分短縮版で放送する予定だった。しかし実際には、16時過ぎの試合終了後から芦沢が登場したため、結果として当番組を約2時間放送した。2012年5月26日開催の同カードでも、試合後の16時40分ごろから芦沢が登場したため、事実上の放送時間は1時間15分に達した。
当コーナーを内包する場合には、試合開催の可否に関係なく、『ABCフレッシュアップベースボール』土曜日ナイトゲーム中継の協賛スポンサーがそのまま提供に付いていた。
ちなみにABCラジオでは、デーゲーム主体の4～6月でナイトゲームを中継する場合に、基本として定時枠ではなく特別番組として扱う。また、阪神のデーゲームが開催される場合には、ナイトゲームを中継しない。7～9月についても阪神のデーゲームが開催される場合のナイトゲーム中継は、高校野球期間中を除いてオールスポットとなっている。

#### 過去
- トヨペットナイスミドル応援団（ニッポン放送制作・NRNネット、2011年3月まで原則として17:00 - 17:10に放送）
  - 2009年4月の番組開始から同年7月4日までは、独立番組として同じ時間帯に放送。7月11日から2010年3月20日までは、前番組である生ワイド番組の『楠淳生のやんちゃな!weekend』に内包されていた。
  - 野球中継が延長した場合は試合終了後に放送。野球が早く終了した場合は、いったん「スタジオバージョン」扱いで「ゴゴサタ」を放送して、17時からこの番組を放送していた。

この他にも、朝日放送が当番組の放送時間中に本社のあるほたるまちエリアで屋外イベントを実施する場合には、イベント会場からの生中継を内包していた。

## 特別企画『みんなでGO!GO!60周年』
2010年11月13日には、当番組をABCラジオ創立60周年記念番組『みんなでGO!GO!60周年』として放送した。音楽番組・深夜番組を中心に、同局における60年の歴史を振り返る企画で、芦沢は全編にわたってナビゲーターを担当。過去の番組の音源などを紹介する「お調べ隊」として、後輩アナウンサーの浦川泰幸がアシスタントを務めた。また、ゲストとして、道上洋三・和沙哲郎・小縣裕介（いずれも朝日放送アナウンサー）、キダ・タロー、阪口佳澄、片山淳子が登場した。
道上出演のコーナーでは、『おはようパーソナリティ道上洋三です』について、道上の入院・手術からの復帰初日となる放送（2006年9月25日）、アシスタント・秋吉英美の初回放送（1998年10月5日）の2音源が流された。また道上が進行を務める『ABCヤングリクエスト（ヤンリク）』の復活放送もおこなわれた。道上と同時期に『ヤンリク』のパーソナリティを担当した熊谷瞭子も電話出演し、道上とともに1960年代-70年代当時の番組の思い出話を紹介した。道上の『ヤンリク』最終担当回（1974年）の音源も流れた。
キダ出演のコーナーでは、ABCホームソングなどキダが作曲したABCラジオゆかりの音楽の紹介や、『フレッシュ9時半!キダ・タローです』の音源などが流された。
和沙・阪口出演のコーナーでは、ともに1970年代末から1980年代にかけて番組を担当した両人の進行で『ヤンリク』の復活放送がおこなわれた。また1970年代末-80年代当時の番組の思い出話も紹介された。
小縣・片山出演のコーナーでは『ABCミュージックパラダイス（ミューパラ）』の復活放送がおこなわれた。また小縣・片山に加えて、自身も『ミューパラ』担当経験のある芦沢・浦川も交えて『ミューパラ』の思い出話を紹介した。
このほか、安達治彦担当時代の『メモリーズ・オブ・ユー』や、4代目林家小染・桶村久美子担当時代の『歌の旅・歌謡大全集』などの音源も流れた。